# Simón de Rojas (santo)
Simón de Rojas (Valladolid, 28 de octubre de 1552 - Madrid, 29 de septiembre de 1624), santo de la Iglesia católica, la cual celebra su fiesta el 28 de septiembre. Su devoción a la Virgen María le llevó a fundar la Congregación de los Esclavos del Dulcísimo Nombre de María, el 14 de abril de 1612, para el servicio de pobres y enfermos de Madrid, además de ser conocido como el Apóstol del Ave María.

## Biografía
Fue ordenado sacerdote en el convento de la Trinidad Calzada de Valladolid en 1572, donde había ingresado a los doce años. Una vez ordenado, se trasladó a estudiar a la Universidad de Salamanca, donde destacó por su intelecto, razón por la cual, le fue confiada las clases del profesor, también trinitario, Marcos de Sepúlveda, durante su ausencia. Posteriormente fue profesor de filosofía y teología en Toledo desde el año 1581 hasta el 1587. Fue en dos ocasiones Visitador Apostólico de la Provincia de Castilla y una de la de Andalucía. En 1619 fue nombrado preceptor de los Infantes de España y dos años después fue elegido como confesor de la reina Isabel de Borbón, primera mujer de Felipe IV de España.
El fervor que mostró por la Virgen le fue inculcado por su madre Constanza, que desde niño le instruyó en las oraciones a María, y sus hagiógrafos mantienen que sus primeras palabras, cuando contaba catorce meses, fueron Ave María; acostumbró a visitar santuarios marianos, y los pintores que le retrataron le adjudican siempre el lema mariano, por lo que fue conocido familiarmente como el Padre Ave María. Mandó imprimir miles de estampas de la Virgen con el lema, y sus influencias en la Corte consiguieron que se labrase en oro en la fachada del Real Alcázar de Madrid. En 1622 escribió una liturgia dedicada al Santo Nombre de María, que más tarde el papa Inocencio XI extendió a toda la Iglesia, para su rezo el 12 de septiembre.
Falleció en Madrid el 29 de septiembre de 1624. El 8 de octubre del mismo año el Nuncio apostólico ordenó la apertura del proceso de beatificación. Sus virtudes fueron reconocidas por el papa Clemente XII el 25 de marzo de 1735. Fue beatificado por Clemente XIII el 19 de marzo de 1766, y el 3 de julio de 1988, antes de la clausura del Año Mariano, fue finalmente canonizado por el papa Juan Pablo II.